# Ludwig von Höhnel
Ludwig von Höhnel (Presbourg, 6 août 1857 - Vienne, 23 mars 1942) est un officier de marine et explorateur autrichien.

## Explorations

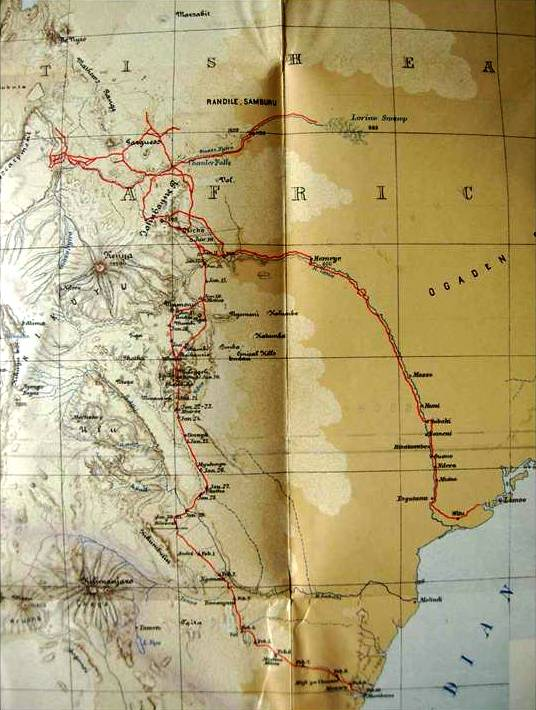
Carte du voyage d'exploration de l'Afrique de l'Est de Chanler et Höhnel, 1892-1894. Extrait de Through Jungle and Desert (1896).

Ludwig von Höhnel est le second en chef du comte Sámuel Teleki von Szek lors de l'expédition dans le nord du Kenya en 1887-1888. Tous les deux, ils découvrent le lac Turkana qu'ils renomment lac Rudolf, d'après l'archiduc d'Autriche-Hongrie Rodolphe d'Autriche, et lac Stephanie, d'après Stéphanie de Belgique, sa femme. Höhnel est le cartographe et le scientifique de l'expédition. Ils font de nombreuses observations sur le climat, la flore et la faune des territoires explorés et collectent plus de quatre cents objets ethnographiques, la plupart des tribus Masaï et Kikuyu.
En 1892, Höhnel explore les régions autour du Kilimandjaro avec le magnat américain William Astor Chanler, ainsi que la partie nord-est du mont Kenya et la rivière Guasso Nyiro, avant d'être encorné par un rhinocéros. Il devient alors aide-de-camp de l'empereur François-Joseph en 1899, puis accompagne la délégation officielle austro-hongroise reçue par Ménélik II d'Éthiopie. Il commande ensuite le croiseur Panther vers l'Australie et la Polynésie. Il est responsable de l'introduction du chamois en Nouvelle-Zélande.

## Œuvres
Ludwig von Höhnel a également écrit une autobiographie centrée sur les années tumultueuses précédant la chute de l'Empire austro-hongrois, fournissant ainsi un aperçu des explorations africaines, de la marine austro-hongroise et de la cour des Habsbourgs.